# Гданцівка
Гда́нцівка — історична місцевість у Центрально-Міському районі Кривого Рогу. Розташована південніше історичного центру міста, на правому березі Інгульця.

## Історія

### Заснування

Гданцівка на карті XIX століття

Заснована в 1791 році на землях корнета Мартина Гданцева, від прізвища якого й походить назва села. На час заснування у поміщика Гданцева було 5900 десятин зручної та 100 десятин не зручної землі. Населення становило 52 особи: 30 чол. 22 жін. статті.

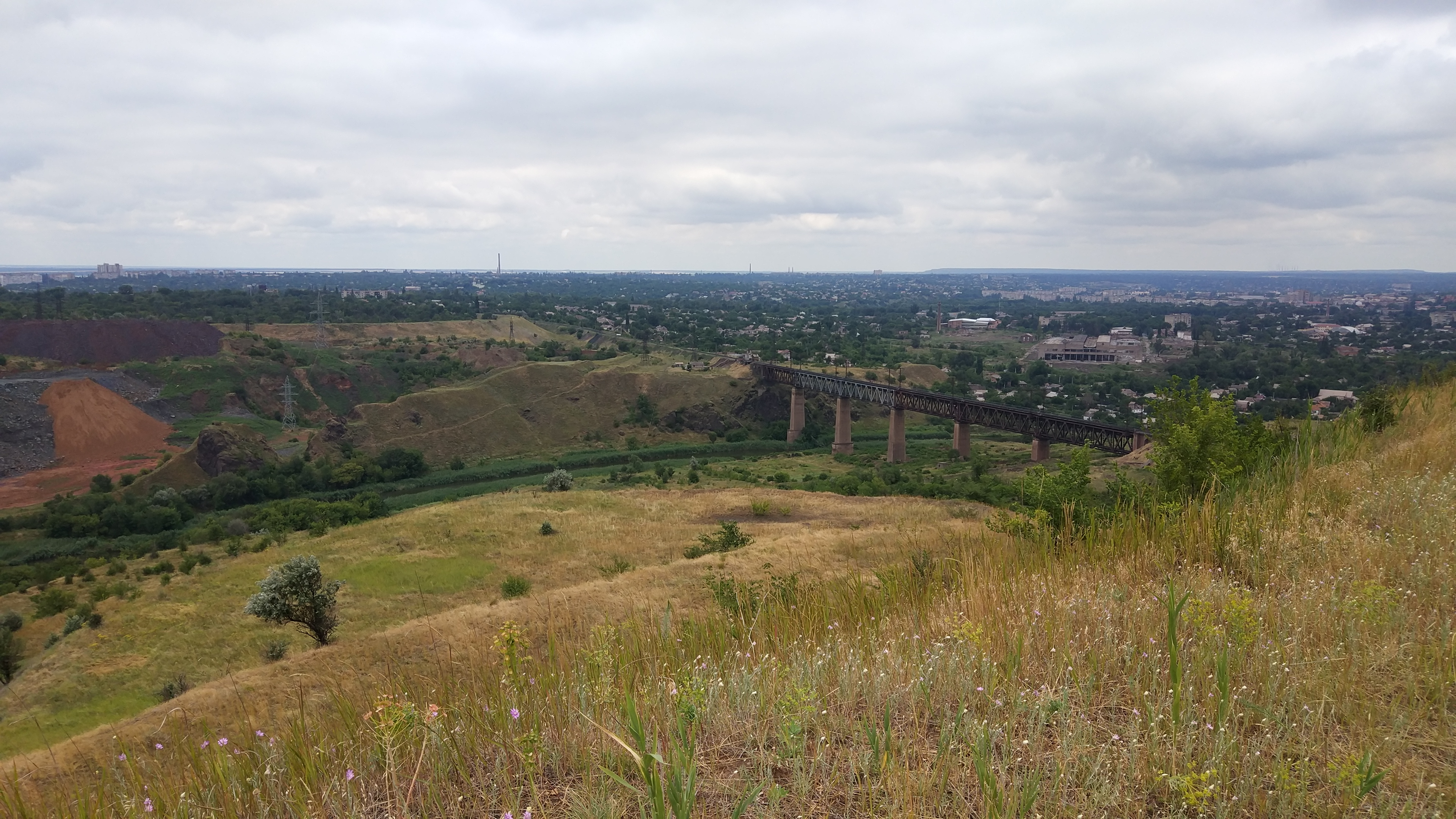
Міст через р. Інгулець

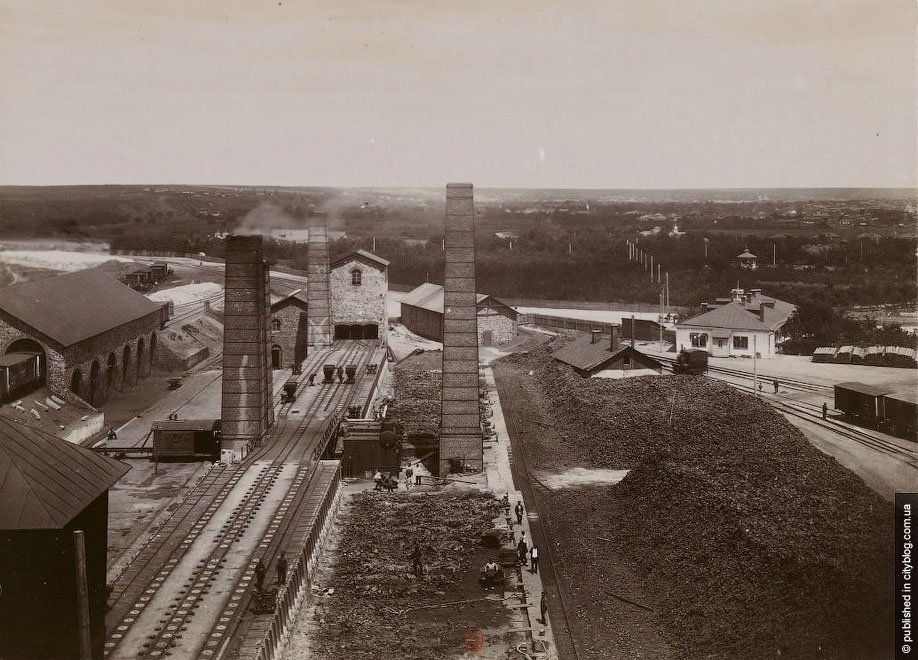
Гданцівський чавуноливарний завод. 1899 рік.

Пам'ятник Олександру Полю. Скульптор Б. В. Едуардс

На 1859 рік в селі Гданцівка Олександрійського повіту Мусіївської волості Херсонської губернії було 8 дворів і мешкало 62 особи.
У 1886 р. існувало 12 дворів, мешкало 60 осіб.
Розвиток Гданцівки пов'язаний з розвитком металургійної промисловості в регіоні. В останній чверті XIX століття неподалік від села розпочались роботи на Лихманівському руднику. Він був орендований Новоросійським товариством на 60 років у селянина Лихмана.
На початку 90-х років за ініціативи Акціонерного товариства Криворізьких залізних руд й під безпосереднім наглядом інженера М. Ф. Шимановського тут починається будівництво Гданцівського чавуноливарного заводу. В 1890 році закладена перша домна. На 1891 рік було зведено вже три печі, остаточно будівництво завершене в 1892 році. В травні 1901 року було відкрито під'їзну залізничну колію до заводу.
Оселилися поляки, болгари, французи. Діяли ливарний завод Б. Василевського, олійниця П. Унгера, цементний завод Гольдіра. Серед старожилів Грабські, Адамські, Ковалі, Поляки, Блажевські.
17 липня 1891 року коштом Акціонерного товариства Криворізьких залізних руд неподалік заводу було відкрито пам'ятник О. Полю. Монумент був встановлений на штучному насипу, на п'єдесталі містився напис: «Корисній діяльності О. М. Поля в Кривому Розі 1870—1890 р. від Акціонерного товариства Криворізьких залізних руд».
Існував парк із скульптурою Діви Марії. Працювали готель, лікарня.
У 1882-1884 рр. за проектом академіка Миколи Белелюбського було побудовано Інгулецький міст в районі Гданцівського чавуноплавильного заводу, що сприяло подальшому розвитку як заводу так і регіону.
Наприкінці XIX століття Гданцівка ввібрала в себе декілька сусідніх поселень, що розташовувались на території, з трьох боків оточеній руслом Інгульця. Станом на 1916 рік тут нараховувалось 348 дворів, де проживало 1766 осіб.

### Радянський період
У 1905, 1917 на території відбувалися революційні події.
28 червня 1923 на Гданцівському заводі почала роботу фарбова фабрика.
В 1924 році на базі колишнього Гданцівського чавуноливарного заводу були створені центральні механічні майстерні, які в 1932 році було реорганізовано в завод гірничого машинобудування (з 1937 року — «Комуніст»).

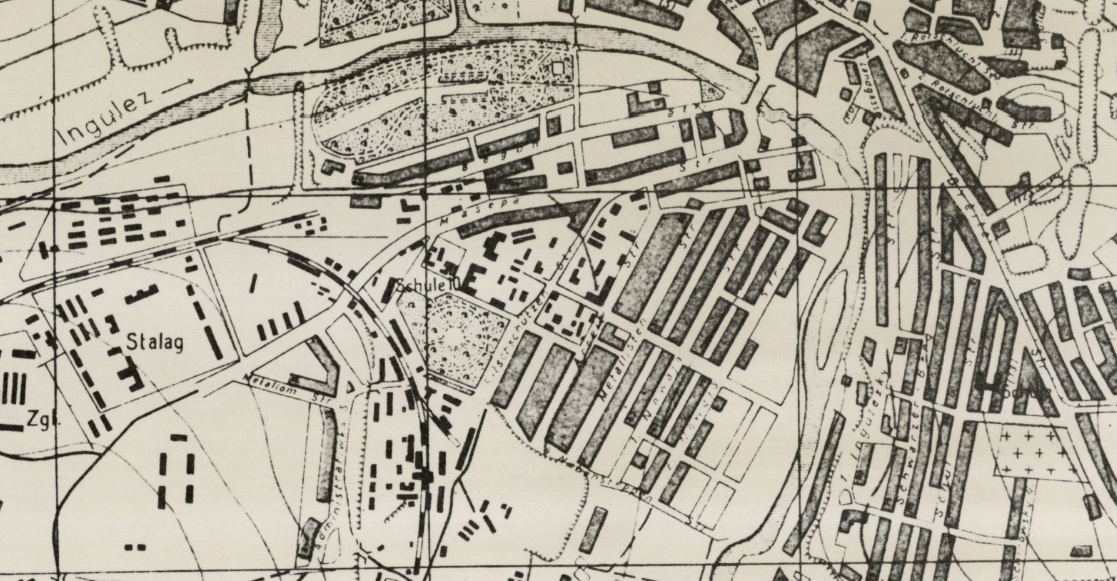
План Гданцівки часів німецької окупації

В 30-х роках XX століття поселення увійшло до складу Кривого Рогу. У 1936 році на території Гданцівки під керівництвом садівника відділу благоустрою І. Я. Ткаченка було створено парк Комсомольський.
З початком Другої світової війни було евакуйовано завод «Комуніст». В період окупації тут (поблизу сучасної школи № 29) розташовувався німецький концтабір — шталаг 338.
В лютому 1944 року на Гданцівці (вул. Чередніченка, буд. 12) розташовувався штаб командуючого Третім Українським фронтом генерала Родіона Малиновського.
Після визволення почалась активна робота по відбудові та відновленню мирного життя. Вже в березні було відновлено роботу заводу «Комуніст». На початку травня 1944 року тут було виготовлено перші п'ять породонавантажувальних машин ПМЛ-4.

## Сучасність
Площа 1,8 га. Має 58 вулиць, мешкає 7156 осіб. Забудований, в основному, приватними будинками. Розташовані Завод гірничого машинобудування, 2 АТП, палац культури, магазини тощо.

### Інфраструктура
- Парк культури та відпочинку ім. Єгорова
- Парк культури та відпочинку «Гданцівський»
- Поліклініка № 2
- Криворізький інститут МАУП ім. Петра Калнишевського
- Музей «Історії заводу гірничого обладнання»
- Храм Покрови Пресвятої Богородиці